# Воронін Василь Олексійович
Василь Олексійович Воронін (9 серпня 1927, село Воронівка, тепер Путивльського району Сумської області — 27 березня 1982, місто Київ) — український радянський діяч, начальник комбінату «Донецьквугілля», 1-й заступник Міністра вугільної промисловості Української РСР. Депутат Верховної Ради УРСР 10-го скликання. Член ЦК КПУ в 1976—1981 р.

## Біографія
Член КПРС з 1955 року.
Освіта вища. У 1956 році закінчив Донецький індустріальний інститут.
У 1956—1961 роках — помічник начальника і начальник дільниці шахти, помічник головного інженера, заступник начальника, головний інженер шахти шахтоуправління № 2/7 тресту «Рутченківвугілля» Сталінської (Донецької) області.
У 1961—1965 роках — начальник шахти імені Абакумова тресту «Рутченківвугілля» Донецької області.
У 1965—1970 роках — керуючий тресту «Рутченківвугілля» комбінату «Донецьквугілля» Донецької області.
У 1970—1974 роках — головний інженер, у 1974—1975 роках — начальник комбінату «Донецьквугілля» Донецької області. У 1975—1978 роках — генеральний директор виробничого об'єднання «Донецьквугілля» Донецької області.
У січні 1978 — березні 1982 року — 1-й заступник Міністра вугільної промисловості Української РСР.

## Нагороди
- орден Леніна
- орден Трудового Червоного Прапора
- орден Жовтневої Революції
- медалі